# لیلا امداح
لیلا امداح (زادهٔ ۲۱ آوریل ۱۹۶۲) دندانپزشک، نقاش و مجسمه‌ساز الجزایری در سال ۱۹۶۲ در اوراس واقع در شرق الجزایر به دنیا آمده‌است. او در خانواده‌ای که به هنر و نقاشی معروف بودند، بزرگ شد. وی در طی دوران تحصیل و پس از فارغ‌التحصیل شدن نمایشگاه‌های متعدد ملی و بین‌المللی از جمله در شهر پاریس در سال ۲۰۰۳ و در شهر عربستان در سال ۲۰۰۷ راه‌اندازی کرد. آثار او منعکس کننده میراث الجزایر و بیان‌کننده مسائل زنان و کودکان و همچنین موضوعات علمی است.